# Hoplocorypha macra
Hoplocorypha macra es una especie de mantis de la familia Thespidae.

## Distribución geográfica
Se encuentra en Angola, Kenia, Provincia del Cabo, Namibia,   Natal, Tanzania, Uganda Zambia y Transvaal